# Abzug
El abzug es una masa fundida, de consistencia pastosa, que sobrenada en la superficie del baño de plomo en fusión al principio de la copelación, precediendo la formación de los abstrich en la refinación de los plomos argentíferos. Es un polvo negruzco del ácido del plomo mezclado con materias extrañas. El primer abzug es una escoria compuesta casi siempre de arsénico, antimonio, zinc y otras impurezas mezcladas con óxido de plomo, que se va quitando, hasta que sobrenada en la superficie del plomo fundido en una capa de litargirio puro, que es el segundo abzug. 